# Catocala lutescens
Catocala lutescens är en fjärilsart som beskrevs av Vorbrodt. Catocala lutescens ingår i släktet Catocala och familjen nattflyn. Inga underarter finns listade i Catalogue of Life.